# Ottilie Heinke
Ottilie Fanny Friederike Heinke (* um August 1823 in Breslau; † 2. November 1888 in Schöneberg) war eine deutsche Komponistin und Klavierpädagogin.

## Leben und Werk
Ottilie Heinke war das vierte von insgesamt sieben Kindern des preußischen Beamten Ferdinand Heinke und dessen Ehefrau Charlotte, geb. Werner. Ihre jüngere Schwester Clara Friederike (1824–1892) war Malerin in Berlin und Gründungsmitglied des Vereins der Berliner Künstlerinnen. Nach dem Tod ihres Vaters im Jahr 1857 zogen die beiden Schwestern von Breslau nach Berlin.
Ottilie Heinke begann 1865 ein privates Kompositionsstudium bei Richard Wüerst und wurde auch zeitweise vom Komponisten Friedrich Kiel ausgebildet, dem sie Drei Klavierstücke zu vier Händen, op. 15. Berlin: Bote & Bock, 1879 widmete. 
Im Staatlichen Institut für Musikforschung Berlin hat sich ein Albumblatt aus dem Jahr 1869 erhalten, das Franz Ries ihr gewidmet hatte. Dieser war im gleichen Zeitraum ein Schüler von Friedrich Kiel und somit ein Kommilitone Heinkes. Fast zeitgleich im Jahr 1869 komponierte sie erste Werke. Diese erschienen in verschiedenen Berliner Verlagen und wurden in der Öffentlichkeit wahrgenommen sowie in Fachzeitschriften rezensiert. Alfred Michaelis beschreibt Heinkes Kompositionen 1888 in seinem biografischen Lexikon Frauen als schaffende Tonkünstler wie folgt: „Die Komponistin versteht stimmungsvoll zu schreiben und naturgetreue, lebenswahre Charakterbildchen zu entwerfen.“ Heinke widmete Kompositionen auch für Kinder zur Musikausbildung.
Ottilie Heinke blieb zeitlebens ledig. Sie starb am 2. November 1888 im Alter von 65 Jahren im damals noch eigenständigen Schöneberg bei Berlin, wo sie mit ihrer ebenfalls ledigen Schwester Clara an der Adresse Bülowstraße 104 lebte.